# Macrobunus multidentatus
Macrobunus multidentatus là một loài nhện thuộc chi Macrobunus trong họ Amaurobiidae. Macrobunus multidentatus được Albert Tullgren miêu tả năm 1902.